# Olympique lyonnais (Superleague Formula)
L'Olympique lyonnais SF Team est une équipe de Superleague Formula créée en 2009 par le club de football français de l'Olympique lyonnais pour courir les saisons 2009 et 2010 de la Superleague Formula.

## Historique
Le pilote au volant de la monoplace OL pour l'année 2009, est dévoilé le 18 juin 2009, par le biais du site officiel du club, il s'agit de Nelson Panciatici, âgé de 20 ans en 2009. La monoplace Olympique lyonnais est présentée aux supporters avant le match opposant l'OL au Paris-Saint-Germain du 24 avril 2009. Six courses sont au programme en 2009, celles-ci ont toutes lieu en Europe de l'Ouest. La saison 2009 se termine avec une dix-septième place sur dix-neuf concurrents pour la monoplace de l'Olympique lyonnais et un total de 160 points très loin du vainqueur Liverpool qui totalise 412 points.
Le nom du nouveau pilote pour effectuer les douze courses de la saison 2010 est dévoilé le 30 mars 2010. Il s'agit de Sébastien Bourdais qui, en fait ne participe qu'aux 5 premiers meetings. Après un intérim de Celso Miguez puis un de Franck Perera, Tristan Gommendy court les 4 derniers meetings.

## Résultats en Superleague Formula
| Saison | Ecurie                              | Moteur | Pneumatiques | Pilotes                                                        | GP disputés | Victoires | Points inscrits | Classement |
| ------ | ----------------------------------- | ------ | ------------ | -------------------------------------------------------------- | ----------- | --------- | --------------- | ---------- |
| 2009   | Barazi-Epsilon                      | V12    | Michelin     | Nelson Panciatici                                              | 12          | 0         | 160             | 17e        |
| 2010   | LRS Formula Drivex Atech Grand Prix | V12    | Michelin     | Sébastien Bourdais Franck Perera Celso Miguez Tristan Gommendy | 5 1 4       | 1 0       | 235             | 18e        |